# Oordruppels
Oordruppels zijn vloeistoffen die druppelsgewijs in het oor gebracht worden om de gehoorgang lokaal medicamenteus te behandelen. Omdat aan het einde van de gehoorgang het trommelvlies zit zullen de druppels niet verder dan het trommelvlies kunnen komen.
Er zijn grofweg drie verschillende soorten oordruppelvloeistoffen:
1. Zure oordruppels, deze worden gebruikt om de gehoorgang zuur te maken zodat bacteriën en schimmels verdreven worden uit de gehoorgang.
2. Zoete olie-oordruppels (ook wordt er wel slaolie gebruikt); deze worden gebruikt om tussen het cerumen (oorsmeer) en de gehoorgang te komen en om het cerumen zacht te maken en zo mogelijk op te lossen om de gehoorgang vrij te krijgen van cerumen. Vaak is dit ontstaan omdat de natuurlijk afvoer van het oorsmeer is verstoord. Dit kan door het afstoppen van de gehoorgang bij een hoortoestel of door dat er met wattenstokjes in een poging het cerumen te verwijderen deze juist onbedoeld dieper de gehoorgang wordt ingeduwd.
3. Oordruppels met corticosteroïden, deze worden gebruikt bij met name eczeem van de gehoorgang.